# Tegerfelden
Tegerfelden (toponimo tedesco) è un comune svizzero di 1 199 abitanti del Canton Argovia, nel distretto di Zurzach.

## Monumenti e luoghi d'interesse

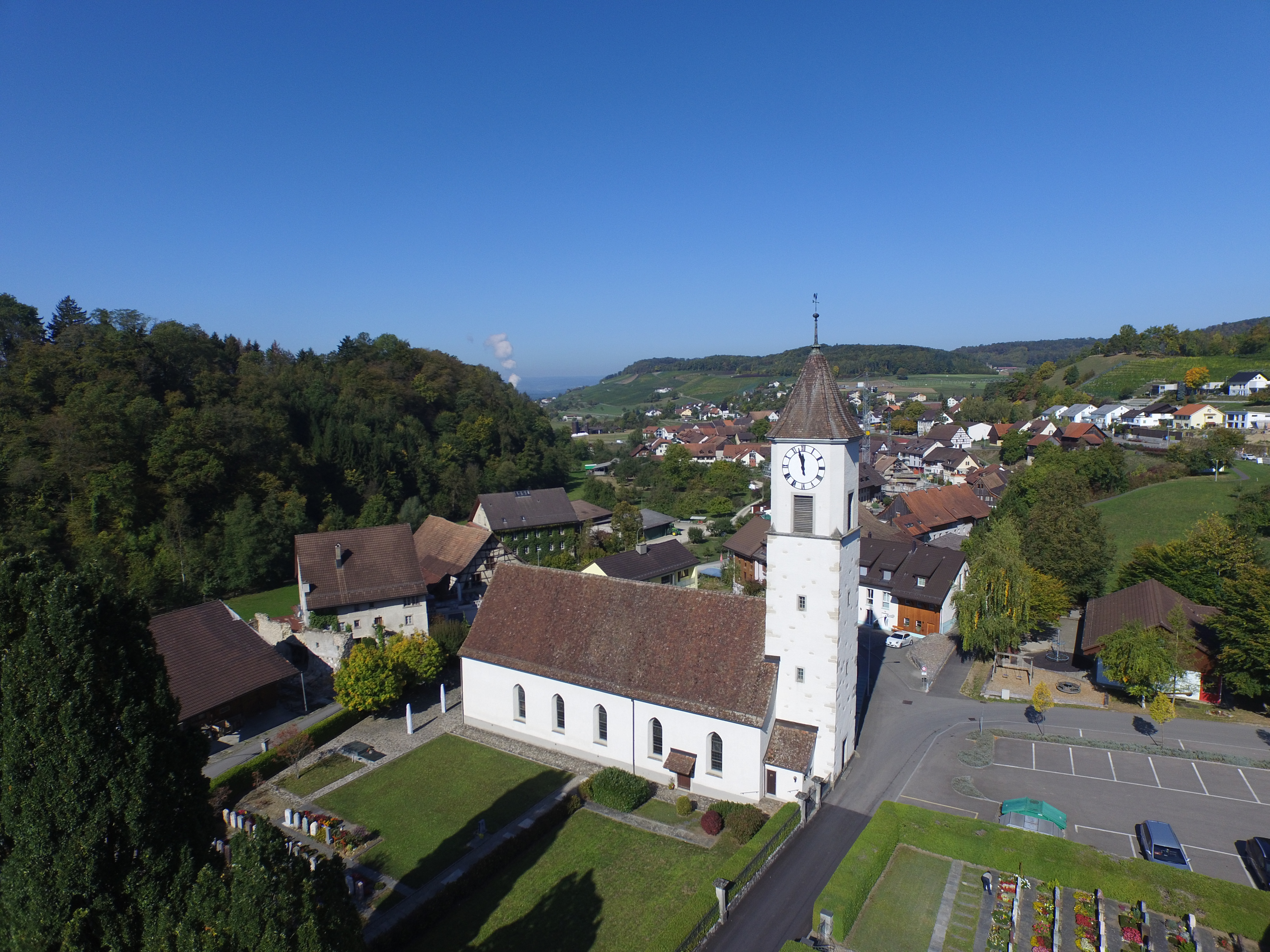
La chiesa riformata

- Chiesa riformata, attestata dal 1257 e ricostruita nel 1664[1].

## Società

### Evoluzione demografica
L'evoluzione demografica è riportata nella seguente tabella:
Abitanti censiti